# Robin Zoot
Robin Zoot, vlastním jménem Bc. Robert Pouzar (* 18. srpna 1991, Ústí nad Labem) je český rapper a člen vydavatelství Milion+ Entertainment

## Hudební kariéra
Robin Zoot byl na začátku své hudební tvorby ve skupině Social Gang. Rapovat začal v souvislosti s ježděním na skateboardu. S Bělochem dělali hudbu, ale Robin Zoot své vlastní skladby ještě nevydával. Poté se seznámil se Smackem, který ho vzal do uskupení A51 kde s ním začal spolupracovat.. V této skupině ale nebyl aktivní. V roce 2013 se objevil na skladbě "Pretty Gadže", která byla vytvořena ve spolupráci se skupinou YZO Empire. Nějakou dobu potom opustil A51 a věnoval se více YZO Empire. V roce 2015 stál u zrodu vydavatelství Milion+ Entertainment.
V roce 2016 vydal pod vydavatelstvím Milion+ své první album s názvem Cocktail Party, které mělo dobré ohlasy.
V roce 2017 vydal album 0002. Několik skladeb mělo videoklip a Robin Zoot se tak dostal do většího povědomí posluchačů. Konkrétně track Mi sluší má na Youtube k dnešnímu datu 19.2. přes 370 tisíc zhlédnutí. V této době bydlel Robin Zoot v Praze.
Roku 2018 vyšlo společné album vydavatelství Milion Plus s názvem Krtek Money Life. Na tomto album má Robin Zoot několik spoluprací. Navazující KML tour jel Robin Zoot se zbytkem členů vydavatelství. V září téhož roku vyšlo album Robina Zoota a DJ Rustyho s názvem TMVCJN (Tvoje Máma Ví Co Je Nám*d). Na albu se nachází 11, spíše krátkých a úderných, tracků. Mezi nejznámější patří track Emma Smetana, na kterém spolupracoval Robin Zoot s Yzomandiasem a Nik Tendem. Videoklip k tracku Emma Smetana má na Youtube přes 3,3 milionu zhlédnutí.
V roce 2019 se Robin Zoot přestěhoval zpět do Ústí nad Labem a vydal skladbu 400, která je doteď jednou z jeho nejpopulárnějších skladeb vůbec. Na kanále Milion Plus na Youtube se objevil i videoklip k tomuto tracku. O necelé dva roky později měl tento videoklip skoro 1 milion zhlédnutí.
Rok 2020 zahájil Robin Zoot vydáním skladby "Tojo Tojo". Ten vyšel 14. ledna 2021 a ke spolupráci si přizval Nik Tenda a Karla. Na začátku června vydal skladbu "Lady a trap", kterou vydal ve spoulupráci s Emma Smetana. Pár dní poté vydal videoklip "Česká Floriida", která je symbolickým pokračováním skladby "Česká Florida".
V červnu roku 2021 vydává skladbu "Tututu" a oznamuje s ním album Robby Trouble. V srpnu vydal deluxe verzi tohoto alba, která vyšla symbolicky na jeho narozeniny.
Dne 30. září 2022 vydal album Make Sudety Great Again, které obsahuje 12 tracků, na nichž se kromě Robina objevili například Hard Rico, Shimmi, Vercetti CG, Forest Blunt nebo ústecký newcomer Resetdh. Na track Au Pair svou slokou přispěl dvorní producent labelu Milion+ Entertainment Decky.

## Diskografie

### Alba
| Rok  | Album | Nejvyšší umístění | Nejvyšší umístění | Počet přehrání[kdy?] (Spotify) |
| Rok  | Album | CZ TOP 100        | SK TOP 100        | Počet přehrání[kdy?] (Spotify) |
| ---- | --- | ----------------- | ----------------- | ------------------------------ |
| 2017 | 0002 - Vydáno: 13.10 - Vydavatel: - - Počet skladeb: 11                                                             | 75                | 23                | 2,7 mil.                       |
| 2018 | Tvoje Mama Vi Co Je Namrd - Vydáno: 11.9. - Vydavatel: Milion+ - Počet skladeb: 11                                  | -                 | -                 | 8,3 mil.                       |
| 2020 | Pouzar - Vydáno: 18.6. - Vydavatel: Milion+, Universal Music - Počet skladeb: 13                                    | 1                 | 8                 | 19,0 mil.                      |
| 2021 | Robby Trouble - Vydáno: 18.6. - Vydavatel: Milion+, Universal Music - Počet skladeb: 8                              | 1                 | 12                | 25,7 mil.                      |
| 2021 | Robby Trouble (Deluxe) - Vydáno: 18.8. - Vydavatel: Milion+, Universal Music - Počet skladeb: 13                    | 1                 | 12                | 25,7 mil.                      |
| 2022 | Make Sudety Great Again - Vydáno: 30.9. - Vydavatel: Milion+, Virgin Music LAS, Universal Music - Počet skladeb: 12 | 1                 | 21                | 11,0 mil.                      |
| 2024 | PONYA - Vydáno: 12.1. - Vydavatel: Milion+, Virgin Music LAS, Universal Music - Počet skladeb: 14                   | 1                 | 7                 | 13,7 mil.                      |

### Singly
| Rok  | Singl                                                               | Počet přehrání[kdy?] (Spotify) |
| ---- | ------------------------------------------------------------------- | ------------------------------ |
| 2017 | "Každý ráno"                                                        | 100 tis.                       |
| 2017 | "Texas"                                                             | 200 tis.                       |
| 2017 | "Intro"                                                             | 100 tis.                       |
| 2017 | "Sphynx" ft. Nik Tendo, Jickson                                     | 100 tis.                       |
| 2017 | "On Air"                                                            | 100 tis.                       |
| 2017 | "WiFi"                                                              | 200 tis.                       |
| 2017 | "Bílej Medved" ft. Lucas Dope, ivanoff (Viktor Sheen)               | 200 tis.                       |
| 2017 | "Playboy Party" ft. Nik Tendo                                       | 700 tis.                       |
| 2017 | "Mi Sluší"                                                          | 200 tis.                       |
| 2017 | "Jinej vztah" ft. Yzomandias                                        | 200 tis.                       |
| 2017 | "Oversize"                                                          | 100 tis.                       |
| 2017 | "Všechno jak má bejt"                                               | 100 tis.                       |
| 2018 | "Lunapark" ft. DJ Rusty                                             | 700 tis.                       |
| 2018 | "Quattro" ft. DJ Rusty                                              | 2,0 mil.                       |
| 2018 | "Intro" ft. DJ Rusty                                                | 100 tis.                       |
| 2018 | "Ano, Šéfe" ft. DJ Rusty                                            | 300 tis.                       |
| 2018 | "Vindaloo" ft. DJ Rusty, Jickson                                    | 200 tis.                       |
| 2018 | "Lovim Love" ft. DJ Rusty                                           | 200 tis.                       |
| 2018 | "Vem Ho Do Huby (Skit)" ft. DJ Rusty                                | 100 tis.                       |
| 2018 | "Emma Smetana" ft. DJ Rusty                                         | 2,9 mil.                       |
| 2018 | "Vražda Smrt Zabití" ft. DJ Rusty                                   | 200 tis.                       |
| 2018 | "Žlutej Sníh" ft. DJ Rusty, Hasan                                   | 200 tis.                       |
| 2018 | "Česká Florida" ft. DJ Rusty                                        | 800 tis.                       |
| 2019 | "400"                                                               | 2,1 mil.                       |
| 2020 | "Tojo Tojo" ft. Nik Tendo, Karlo                                    | 3,5 mil.                       |
| 2020 | "Lady & Trap" ft. Emma Smetana                                      | 900 tis.                       |
| 2020 | "Tsunami"                                                           | 500 tis.                       |
| 2020 | "Česká Floriida" ft. Yzomandias                                     | 6,9 mil.                       |
| 2020 | "Chas Kar"                                                          | 500 tis.                       |
| 2020 | "BBC"                                                               | 800 tis.                       |
| 2020 | "Zooty vs Tendo" ft. Nik Tendo                                      | 2,3 mil.                       |
| 2020 | "Bonbon" ft. Kamil Hoffmann, Jickson                                | 800 tis.                       |
| 2020 | "Žádná dieta" ft. Fobia Kid, Hugo Toxxx, CA$HANOVA BULHAR           | 1,0 mil.                       |
| 2020 | "Proto"                                                             | 500 tis.                       |
| 2020 | "Bronco" ft. Nik Tendo                                              | 1,1 mil.                       |
| 2020 | "Zpátky V Čase" ft. Calin, Yzomandias, Hasan                        | 700 tis.                       |
| 2020 | "Pouzar"                                                            | 1,8 mil.                       |
| 2020 | "Happy End"                                                         | 700 tis.                       |
| 2021 | "Hlavy na hlavy" ft. Nik Tendo, Vercetti CG, Shaka CG, Forest Blunt | 4,4 mil.                       |
| 2021 | "Poznamenaný" ft. Viktor Sheen                                      | 3,9 mil.                       |
| 2021 | "Tututu"                                                            | 2,1 mil.                       |
| 2021 | "Bubliny"                                                           | 2,4 mil.                       |
| 2021 | "Mama jdeme up"                                                     | 700 tis.                       |
| 2021 | "Clap Clap"                                                         | 1,1 mil.                       |
| 2021 | "North Face"                                                        | 700 tis.                       |
| 2021 | "Till I Die" ft. Nik Tendo, Yzomandias                              | 5,2 mil.                       |
| 2021 | "Nemusim mít všechno" ft. Nik Tendo, Koky                           | 900 tis.                       |
| 2021 | "Naposled" ft. Hasan                                                | 1,3 mil.                       |
| 2021 | "Kde sou moji bros" ft. Viktor Sheen, Yzomandias                    | 1,6 mil.                       |
| 2022 | "SOS" ft. Koky, Viktor Sheen                                        | 10 mil.                        |
| 2022 | "Everyday"                                                          | 2,5 mil.                       |
| 2022 | "Make Sudety Great Again"                                           | 300 tis.                       |
| 2022 | "Česká Floriiida"                                                   | 2,0 mil.                       |
| 2022 | "Velkej vůz"                                                        | 800 tis.                       |
| 2022 | "Au Pair" ft. Decky                                                 | 600 tis.                       |
| 2022 | "Miluju pít za jízdy"                                               | 600 tis.                       |
| 2022 | "Heat" ft. Hard Rico                                                | 500 tis.                       |
| 2022 | "Zendaya" ft. Shimmi                                                | 1,5 mil.                       |
| 2022 | "Wolfgang" ft. Vercetti CG, Forest Blunt                            | 500 tis.                       |
| 2022 | "Addict"                                                            | 400 tis.                       |
| 2022 | "V pasti" ft. Resetedh                                              | 300 tis.                       |
| 2022 | "Aussig"                                                            | 500 tis.                       |
| 2023 | "Givenchy"                                                          | 8,3 mil.                       |
| 2023 | "Legendario" ft. Viktor Sheen, Resetedh                             | 1,2 mil.                       |
| 2023 | "Kdo?"                                                              | 1,2 mil.                       |
| 2024 | "Rok zmrda"                                                         | 200 tis.                       |
| 2024 | "La-di-da-di-da"                                                    | 300 tis.                       |
| 2024 | "Western" ft. Separ, Nik Tendo                                      | 500 tis.                       |
| 2024 | "Day off"                                                           | 300 tis.                       |
| 2024 | "Tady tak"                                                          | 200 tis.                       |
| 2024 | "Wow"                                                               | 200 tis.                       |
| 2024 | "Ara jede gang"                                                     | 200 tis.                       |
| 2024 | "Ponya"                                                             | 300 tis.                       |
| 2024 | "Sellaví" ft. Hard Rico                                             | 400 tis.                       |
| 2024 | "Okej"                                                              | 200 tis.                       |
| 2024 | "Nevěřím (Outro)"                                                   | 200 tis.                       |